# Arnold-Janssen-Gymnasium (St. Arnold)

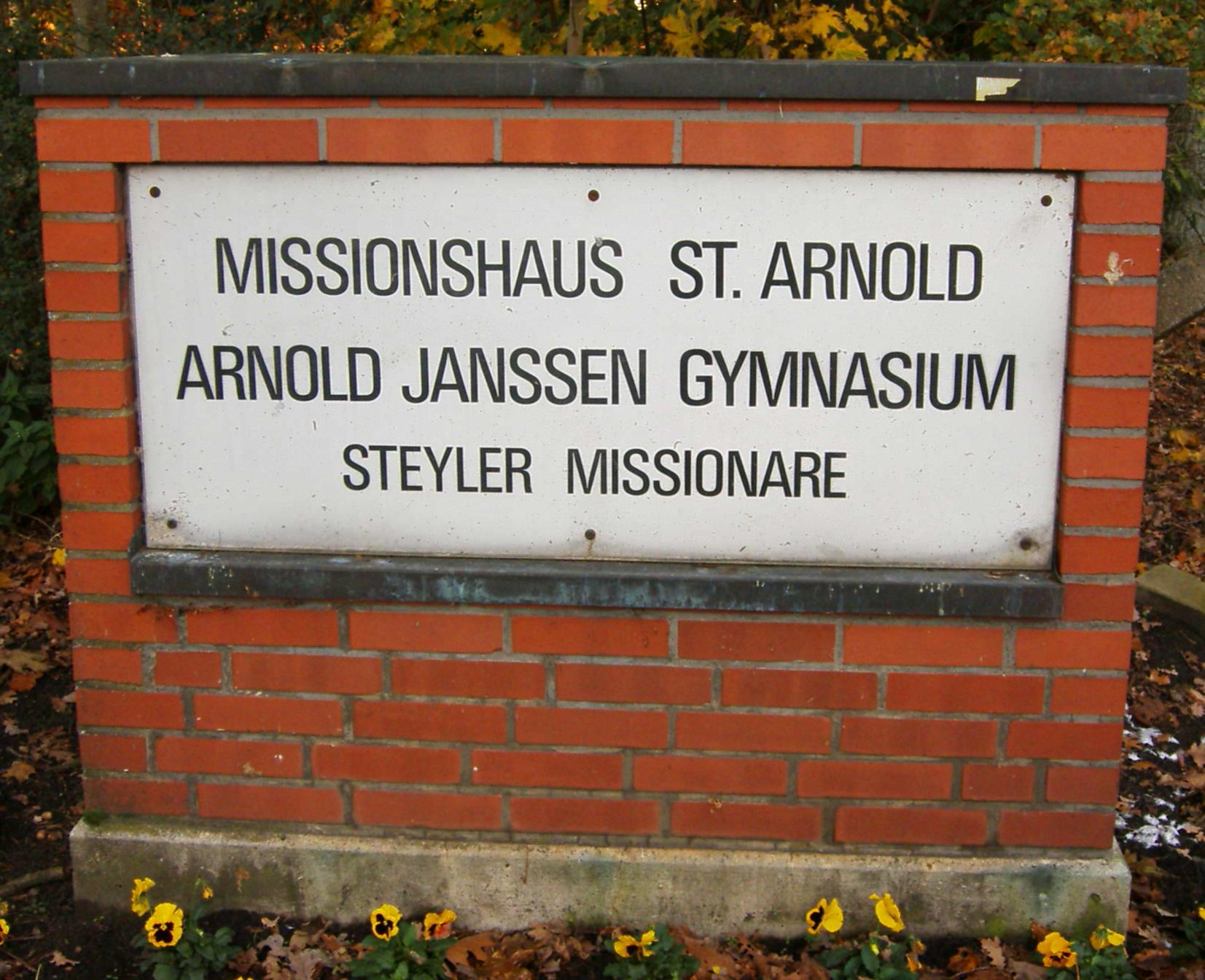
Ehemaliges Hinweisschild an der Emsdettener Straße.

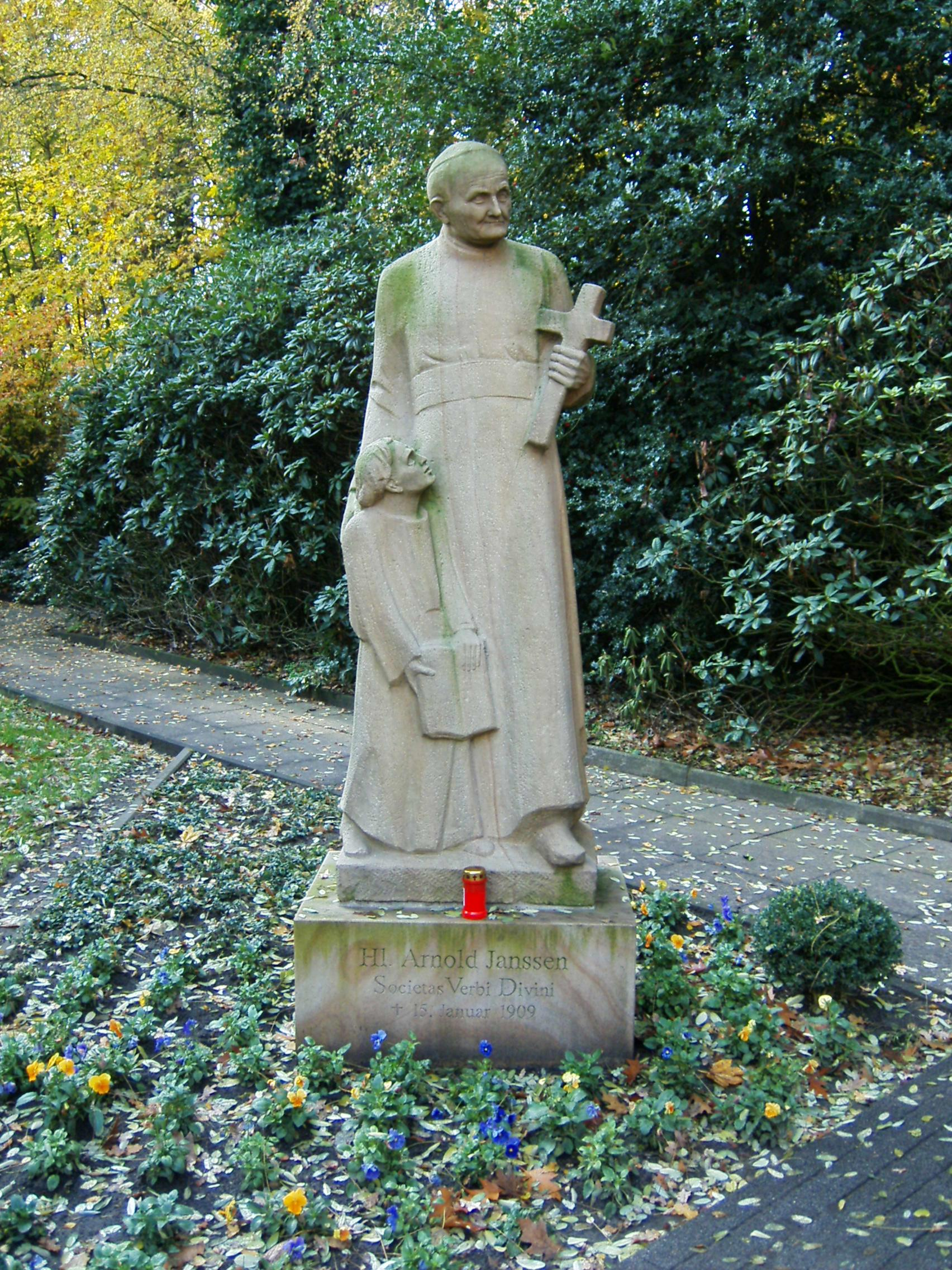
Standbild des Hl. Arnold Janssen am Hauptgebäude.

Das Arnold-Janssen-Gymnasium (AJG) ist eine 1928/29 durch die Steyler Missionare (SVD) gegründete katholische Privatschule in Neuenkirchen/St. Arnold nahe Rheine. Mit fast 1000 Schülern zählte es zeitweise zu den größten Gymnasien in Nordrhein-Westfalen.

## Geschichte
Im Jahr 1920 suchten die Steyler Missionare in der Nähe von Rheine einen geeigneten Standort für die Errichtung einer Missionsschule. Der Gastwirt August Schmitz aus Neuenkirchen hatte den Steylern seinen gesamten Besitz übertragen, wodurch die Missionare hier in den Besitz von Immobilien gelangten. So konnte 1924 preiswertes Ödland auf dem Münsterländer Kiessandzug zwischen Neuenkirchen und Emsdetten in der Nähe der Bahnstation Neuenkirchen Land durch Austausch erworben werden.
Im Juli 1925 begannen die Vorbereitungen zum Bau. Der Grundstein für das Missionshaus wurde jedoch erst am 18. Juli 1928, am Arnoldustag dem Namenstag des heiligen Arnold von Arnoldsweiler, gelegt. Am 30. September 1929 zogen die ersten 20 Schüler ein, die eine Ausbildung zum katholischen Priester oder Missionar anstrebten. Die Einweihungsfeier fand am 10. Dezember 1929 statt.
Die Gründung des Missionshaus St. Arnold mit der angegliederten Schule führte bereits am 15. Mai 1931 zur Umbenennung der Bahnstation Neuenkirchen Land in „St. Arnold“. Zeitgleich wurde der Poststempel „St. Arnold“ eingeführt und die Poststelle im Missionshaus eingerichtet. Auch der entstehende Neuenkirchener Ortsteil erhielt den Namen St. Arnold.
Später wurde auf Grund des Wirkens der nationalsozialistischen Regierung in Deutschland der Unterricht immer wieder unterbrochen. Diese hatte in St. Arnold ein Lazarett eingerichtet und angestrebt, die Missionsschule in eine nationalsozialistische Lehranstalt umzuformen, was durch das Engagement des damaligen Rektors verhindert wurde. Nach einer Pause von 6 Jahren lief der Unterricht am 29. April 1946 für nur elf Schüler wieder an.
Im Februar 1951 wurde die Einrichtung einer „privaten Mittelschule“ genehmigt, Ende März 1953 als Gymnasium (noch ohne Oberstufe) anerkannt und am 2. November 1966 bestanden die ersten neuen Schüler ihr Abitur. Zuvor hatte die Schulleitung ihre Tore auch für Schüler aus der Umgebung, wie z. B. aus Rheine und Emsdetten geöffnet und bauliche Veränderungen vorgenommen. So wurden z. B. eine kleine Turnhalle und ein Internatsgebäude errichtet.
Den heutigen Namen Arnold-Janssen-Gymnasium erhielt die Schule am 29. Mai 1967. Der Namensgeber Arnold Janssen war ein deutscher Missionar und der Gründer der Steyler Missionare.
In den darauffolgenden Jahren kamen weiter Veränderungen hinzu. So wurden zu Beginn des Schuljahres 1968/69 die ersten Schülerinnen begrüßt. 1977/78 wurde auf Grund der steigenden Schülerzahlen ein Neubau für naturwissenschaftliche Räume und weitere Klassenräume durchgeführt. Die heutige große Turnhalle wurde im Jahr darauf gebaut.
Da immer weniger „interne“ Schüler das Gymnasium besuchten, wurde das Internat 1984 vollständig aufgelöst. 1992 geht mit Pater Berthold Altmeyer der letzte Schulleiter der Steyler Missionare in den Ruhestand.
Am 1. Januar 1996 übernahm das Bistum Münster die Trägerschaft von den Steyler Missionaren. Die jetzt vier- bis sechszügige Schule ist das größte bischöfliche Gymnasium im Münsterland und kann in der Regel nicht alle Anmeldungen berücksichtigen.

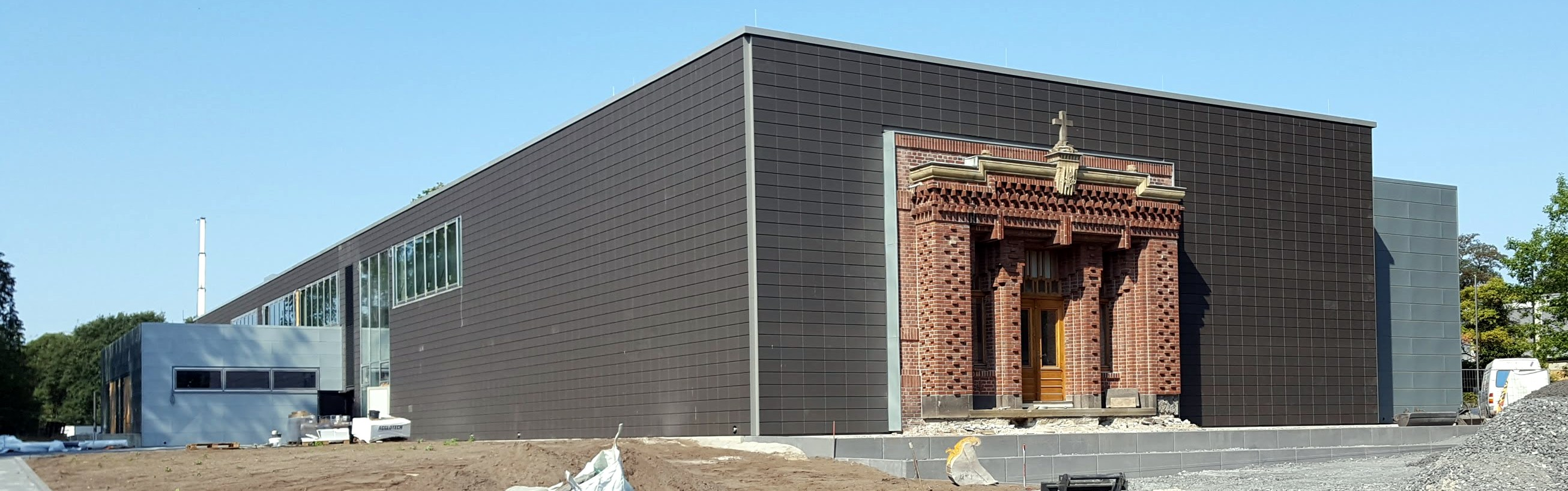
Der Neubau im Juli 2018 mit denkmalgeschütztem Portal

 Nach dem endgültigen Abschied der Missionare im Juni 2008 wollte das Bistum Münster, seit 1998 Eigentümer des Gebäudes, das markante Missionshaus aus Backstein abreißen lassen. Während bereits eine Abrissgenehmigung vorlag, konnte der Rat der Gemeinde Neuenkirchen einen vorläufigen Denkmalschutz für die Fassade des Gebäudes erwirken. Viele Einwohner des Ortsteils sahen das Haus als Wahrzeichen von St. Arnold und versuchten einen Abriss zu verhindern. Im Juni 2016 wurde das Missionshaus mitsamt der zugehörigen Kirche schließlich abgerissen, nur das inzwischen denkmalgeschützte Eingangsportal blieb erhalten. Als Ersatz wurde an derselben Stelle ein Anbau an das bestehende Schulgebäude errichtet, der am 7. September 2018 im Rahmen eines Gottesdienstes feierlich eingeweiht wurde. Darin sind neben Fachräumen und Klassenzimmern auch eine Mensa, eine Aula und eine Kapelle untergebracht.

## Angebote

### Unterrichtsfächer
Regulär werden am AJG die nachstehenden Unterrichtsfächer angeboten. Alle aufgeführten Fächer sind in der Oberstufe wählbar, wenn sie nicht ohnehin belegt werden müssen. Dies gilt neben den klassischen Hauptfächern und Sport insbesondere für den Religionsunterricht.
| Fach                                                 | Unterricht in Klasse/Stufe         |
| ---------------------------------------------------- | ---------------------------------- |
| Sprachen                                             |                                    |
| Deutsch                                              | ab Kl. 5                           |
| Englisch                                             | ab Kl. 5                           |
| Französisch                                          | ab Kl. 7 oder 9 wählbar            |
| Latein                                               | ab Kl. 7 oder 9 wählbar            |
| Spanisch                                             | ab Kl. 9 wählbar                   |
| Gesellschaftswissenschaften                          |                                    |
| Erdkunde                                             | Kl. 5, 7, 9, 10                    |
| Geschichte                                           | ab Kl. 6                           |
| Pädagogik                                            | ab Stufe EF wählbar                |
| Politik und Wirtschaft                               | ab Kl. 5                           |
| Kath. Religion, Ev. Religion                         | ab Kl. 5                           |
| Mathematik, Informatik, Naturwissenschaften, Technik |                                    |
| Biologie                                             | Kl. 5, 6, 8, 9, 10                 |
| Chemie                                               | ab Kl. 7                           |
| Informatik                                           | Kl. 5, 6, ab Kl. 9 oder EF wählbar |
| Mathematik                                           | ab Kl. 5                           |
| Physik                                               | Kl. 6, 8, 9, 10                    |
| Kunst, Musik, Sport                                  |                                    |
| Kunst                                                |                                    |
| Musik                                                | Kl. 5, 6, 7, 9; als Profil wählbar |
| Sport                                                | ab Kl. 5                           |

### Wahlpflichtbereich
Im Wahlpflichtbereich in den Klassen 9 und 10 können die folgenden Schwerpunkte gewählt werden:
- Französisch als 3. Fremdsprache
- Latein als 3. Fremdsprache
- Spanisch als 2. Fremdsprache
- Kulturgeschichte
- Naturwissenschaften (NaWi)
- Informatik

### MiNa
Seit Beginn des Schuljahres 2013/2014 existiert das auf einen Wochentag beschränkte, offene Ganztagsangebot MiNa (kurz für Mittwoch Nachmittag). Dabei wird, unterteilt in drei Bereiche, ein weit gefächertes Angebot zur Verfügung gestellt:
1. Ein Kursangebot, unterrichtet von Eltern, der Volkshochschule (VHS) oder außerschulischen Moderatoren
2. Hausaufgabenbetreuung in den Fächern Englisch, Französisch, Latein, Deutsch und Mathematik
3. Professioneller Nachhilfeunterricht durch externe Institute
4. Projekte, wie Schüler helfen Schülern oder die Ausbildung von Mediatoren für Sozialkompetenz (SoKo-Projekt)

Es werden die folgenden Kurse angeboten:
- DFB-Fußball-AG (Kl. 5–7)
- Informatik-AG (Kl. 5–6)
- Journalismus-AG (ab Kl. 8)
- Klima-AG (ab Kl. 5)
- Mountainbike-AG (ab Kl. 7)
- Rechtskunde-AG (ab Kl. 9)
- Robotik-AG (ab Kl. 7)
- Schach-AG (ab Kl. 5)
- Tastschreibkurs (Kl. 5–7)

## Besonderheiten
Auf regionaler Ebene ist die Schule für ihr Musikangebot bekannt, was in vielen Fällen über das Niveau klassischer Schulaufführungen hinaus reicht. Die Leitung der einzelnen Gruppen wird von Lehrern durchgeführt.
- Big Band (gegründet Anfang der 1980er Jahre von Lehrer Clemens Gilhaus) unter Leitung von Herrn P. Reckenfelderbäumer[10] (AJG-Bigband & Bigband Benjamins)
- Chorarbeit Sekundarstufe I unter Leitung von Frau H. Weber
- Chorarbeit Sekundarstufe II unter Leitung von Herrn H. Blumenroth
- Streichorchester unter Leitung von Frau B. Bartels
- Oldie Revue in der Stadthalle Rheine und in umliegenden Orten
- Aufführung von Musicals und Theaterstücken (im zweijährigen Wechsel mit der Oldie Revue)[11]
  - 1990: „Dreigroschenoper“,
  - 1993: „Oliver!“,
  - 1997: „Tom Sawyer“,
  - 2001: „Winnifred – Once upon a Mattress“,
  - 2005: „Linie 1“,
  - 2009: „Die Piraten von Penzance“,
  - 2013: „Spring Awakening“,
  - 2017: „Hairspray“
  - 2025: „Fame“
- Aufführung von Musicals durch Schülerinnen und Schüler der Unter- und Mittelstufe (Kindermusicals)
  - 2014: „Rats“,
  - 2018: „Bittersüß“
  - 2024: „Leben im All“

Des Weiteren werden die musikalischen Darbietungen in Bild und Ton aufgezeichnet und für gute Zwecke verkauft.
Da sich das AJG in der Trägerschaft einer katholischen Körperschaft befindet, setzt es besondere Akzente im religiösen Bereich. Hierzu zählen regelmäßige Gottesdienste in der Schulkirche und gemeinsames Gebet vor Unterrichtsbeginn in den Klassen. Das Privatgymnasium engagiert sich bei sozialen Projekten (noch unter Trägerschaft des Steyler Missionare auch immer wieder Projekte des Ordens in Asien oder Afrika).

## Persönlichkeiten

### Lehrer
- Pater Hermann Bickel („Schimmel“) (1938–2020), wohnte bis zum 30. Juni 2008 als Pensionär im Missionshaus St. Arnold. Er ist aus vielen Fernsehsendungen bekannt als Zauberpater.

### Schüler
- Thomas Aders (* 1961), ARD-Korrespondent, Abitur 1981
- Christoph Hegge (* 1962), Weihbischof in Münster, Abitur 1981
- Martin Üffing (* 1962), Missionswissenschaftler und Provinzial der Steyler Missionare, Abitur 1981
- Ulrich Deupmann (* 1965), Journalist, Abitur 1984
- Markus Duesmann (* 1969), Ingenieur und Manager, Abitur 1988
- Matthias Weischer (* 1973), Künstler, Abitur 1993
- Raphael Bögge (* 1979), Erster Bürgermeister von Senden (2014–2020), Abitur 2000
- Dennis Grote (* 1986), ehemaliger Fußballbundesligaspieler